# Château de Crins
 (mai 2023).
- Si vous ne connaissez pas le sujet, laissez ce bandeau (vous pouvez alors contacter les auteurs).
- Si vous supprimez le contenu mis en cause (vous pouvez préalablement contacter les auteurs),

argumentez précisément cette suppression dans la page de discussion
(un manque de référence n'est pas un argument ; une recherche réelle de référence doit avoir été effectuée, être formellement documentée).
Le château de Crins est un château situé à Graulhet, dans le Tarn, en région Occitanie (France). C'est depuis 1972 une école d'enseignement élémentaire. 

## Historique
Au XVe siècle, les membres de la famille d'Amboise deviennent seigneurs de Graulhet (en 1484 exactement). Le château de Crins est construit par Louis d'Amboise d'Aubijoux, qui s'en sert de maison de campagne à partir de 1585. Durant les Guerres de Religion, il quitte son château pour ne pas avoir à accueillir le chef protestant Henri de Navarre, de passage à Graulhet.
François-Jacques d'Amboise, lieutenant-général du Languedoc et gouverneur de Montpellier, est ami et protecteur de Molière de 1647 et 1656. Les deux hommes se sont rencontrés dans un salon parisien en 1644. Après ses premières déboires, Molière immigre vers le Languedoc et passe une dizaine d'années de voyage en compagnie de François-Jacques d'Amboise, durant lesquelles il se produit de ville en ville quand ils ne sont pas à Graulhet. François-Jacques d'Amboise meurt dans le château de Crins en 1656, et Molière repart à Paris, où il connait le succès[réf. souhaitée].
En 1696, le château de Crins devient propriété de la famille de Crussol, qui réaménage le lieu : les deux façades sont refaites et la terrasse est créée. De plus, un vaste parc de 300 muriers est planté et deux ailes sont ajoutées. Les membres de la famille vont habiter ce lieu jusqu'à la Révolution française. C'est à ce moment que la bâtisse est déclarée bien national et vendue à un commerçant de grains qui achète aussi le moulin et le château de Lézignac[source insuffisante].
Durant la Seconde Guerre mondiale, le château sert de refuge aux religieuses de Saint-Maur. Dès 1972, une école est créée dans et autour du château, en intégrant différents éléments d'origine.

## Architecture
Le château possède une chapelle ainsi qu'un magnifique escalier à vis. La terrasse est construite par-dessus un ensemble de caves voûtées. Un parc de muriers, aujourd'hui disparu accompagnait le château[réf. non conforme].